# Thomas Gallus

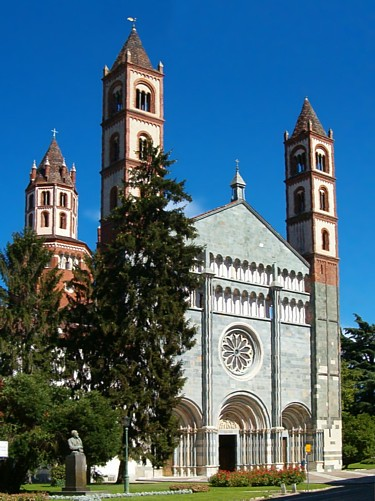
St. Andrea in Vercelli

Thomas Gallus (auch Thomas von St. Viktor oder auch Thomas von Vercelli) (* 1190; † 5. Dezember 1246 in Vercelli) war ein französischer Philosoph und Scholastiker.
Gallus gab der Schule von Sankt Viktor eine Wendung zur Mystik. Er knüpfte hierbei im Besonderen an die Mystik des sogenannten Pseudo-Dionysius Areopagita an, zu der er einen umfassenden Kommentar in vier Teilen schrieb. Außerdem sind von ihm zahlreiche Kommentare zu biblischen Büchern erhalten.
Er war befreundet mit Antonius von Padua; Petrus Johannis Olivi bewunderte ihn.
Thomas starb als Abt in Sankt Victor; sein Grab befindet sich im Querschiff der Kirche Sant’Andrea in Vercelli.